# Park des Friedens (Görlitz)
Het Park des Friedens is een park in de Duitse stad Görlitz. Het draagt deze naam sinds 1957; voordien werd het Gute Stube genoemd.
Het park vormt een onderdeel van het Brückenpark, een door de Europese Unie gefinancierd project waarin vier bestaande parken in  de Duitse stad Görlitz en Poolse stad Zgorzelec zijn opgenomen. De parken liggen aan weerszijden van de grensrivier de Neisse.
Het park is ontstaan uit een villatuin van de fabrikant Ernst Friedrich Geißler. Het terrein werd in 1905 aangekocht door mecenas Otto Müller, die het aan de stad Görlitz schonk. De stad brak de villa af en maakte van het park een geometrische tuin. In het park bevinden zich het standbeeld van mysticus Jakob Böhme en een zeldzame ginkgoboom.